# Calitea (motonave)
La Calitea era una motonave passeggeri costruita nel 1933 a Monfalcone per il Lloyd Triestino. Passata all'Adriatica di Navigazione nel 1937, durante la seconda guerra mondiale fu requisita come trasporto truppe e fu affondata nel dicembre 1941 dal sommergibile HMS Talisman.

## Caratteristiche
La Calitea era una motonave mista, dotata cioè sia di sistemazioni per i passeggeri che di stive per il carico. Lo scafo era suddiviso longitudinalmente da sei paratie stagne, mentre i ponti continui da prua a poppa erano due (ponte principale e ponte di coperta); le sovrastrutture si sviluppavano su due ulteriori ponti a lunghezza parziale. Sul ponte più alto erano posti la timoneria, gli alloggi degli ufficiali di coperta e, nella parte poppiera, una veranda riservata ai passeggeri di prima classe; sul sottostante ponte di passeggiata si trovavano invece gli altri locali comuni riservati ai passeggeri di prima classe, comprendenti una sala da pranzo con 80 posti e una veranda con bar. Il ponte di coperta era occupato da cabine di prima classe e dagli spazi comuni riservati ai passeggeri di seconda classe; la sala da pranzo riservata ai passeggeri di terza classe si trovava invece in una tuga separata posizionata a poppa. Il ponte principale era dedicato agli alloggi per l'equipaggio e a cabine di prima e terza classe, queste ultime concentrate nella porzione poppiera dello scafo; le cabine di seconda classe si trovavano, infine, nel ponte inferiore, interrotto a centro nave dai locali apparato motore. La nave disponeva in tutto di 81 posti letto in cabine di prima classe, 34 in seconda e 42 in terza.
Le stive per il carico erano quattro, servite da bighi e verricelli elettrici, e avevano un volume complessivo di 2 675 m³. La Calitea era spinta da due eliche mosse da due motori Diesel Fiat Grandi Motori 7 cilindri, che sviluppavano una potenza complessiva di 5 520 cavalli; poteva raggiungere una velocità di esercizio di 16 nodi.

## Servizio
La Calitea fu ordinata ai Cantieri Riuniti dell'Adriatico dal Lloyd Triestino, che intendeva destinarla alla linea per Rodi e Alessandria d'Egitto servita dalla controllata Puglia di Navigazione. Sebbene questa ultima società fosse confluita, con la riorganizzazione delle linee sovvenzionate del 1932, nella neocostituita Adriatica di Navigazione, la linea a cui la Calitea sarebbe stata destinata rimase di competenza del Lloyd Triestino, che mantenne quindi l'ordine della nave.
La Calitea fu impostata sugli scali di Monfalcone il 15 novembre 1932, venendo varata il 24 giugno dell'anno successivo e completata il 12 ottobre. Entrò in servizio alla fine del mese sulla linea Trieste - Venezia - Brindisi - Il Pireo - Rodi - Alessandria d'Egitto. Con la riorganizzazione delle linee sovvenzionate del 1936, la linea, nel frattempo prolungata con scali a Fiume e Zara, e la Calitea furono assegnate all'Adriatica di Navigazione, passaggio ufficializzato il 1º gennaio 1937. 
Il 9 giugno 1940, alla vigilia dell'entrata dell'Italia nella seconda guerra mondiale, la Calitea fu intercettata da alcune unità britanniche e scortata a Malta, da dove poté ripartire quattro giorni più tardi. Requisita il 25 giugno dalla Regia Marina, fu destinata a trasporti per il Nordafrica, effettuando cinque viaggi da Napoli per Tripoli, Bengasi e Tobruk. In seguito all'occupazione della Grecia, dal giugno al novembre 1941 fu impiegata nei rifornimenti per le isole egee sotto controllo italiano, effettuando nove viaggi tra Brindisi e Rodi. Il 7 dicembre 1941 la Calitea partì da Brindisi con un convoglio per il trasporto di truppe diretto ad Argostoli, Navarino e Bengasi; costretta ad una sosta di alcuni giorni nel primo scalo da un'avaria tecnica, ripartì l'11 dicembre, ma a 90 miglia da Capo Matapan fu colpita da due siluri lanciati dal sommergibile britannico HMS Talisman. La Calitea affondò in appena tre minuti; nel naufragio perirorono 155 persone tra membri dell'equipaggio e soldati.